# Hani (sångare)
Ahn Hee-yeon (hangul: 안희연), mer känd under artistnamnet Hani (hangul: 하니), född 1 maj 1992 i Seoul, är en sydkoreansk sångerska och TV-personlighet.
Hon har varit medlem i den sydkoreanska tjejgruppen EXID sedan gruppen debuterade 2012. Sedan 2013 har hon också varit med i undergruppen Dasoni tillsammans med den andra gruppmedlemmen Solji.

## Diskografi

### Singlar
| År                   | Titel                            | Topplacering          |
| År                   | Titel                            | Sydkorea (Gaon Chart) |
| Solo & kollaboration | Solo & kollaboration             | Solo & kollaboration  |
| -------------------- | -------------------------------- | --------------------- |
| 2012                 | "Cold" (med C-Clown)             | —                     |
| 2014                 | "We Got the World" (med R.Tee)   | —                     |
| 2015                 | "Fake Illness" (med Rare Potato) | —                     |
| 2015                 | "Gap" (med Ken)                  | 25                    |
| 2017                 | "Honey Bee" (med Luna & Solar)   | 38                    |
| Dasoni (med Solji)   |                                  |                       |
| 2013                 | "Good Bye"                       | 71                    |
| 2013                 | "Said So Often"                  | 188                   |
| 2016                 | "Only One"                       | 24                    |

## Filmografi

### TV-drama
| År   | Titel         | Kanal | Roll      |
| ---- | ------------- | ----- | --------- |
| 2015 | The Producers | KBS2  | cameoroll |